# Provinz Teruel
Die Provinz Teruel umfasst den südlichen Teil der Autonomen Region Aragonien in Spanien. Sie hat eine Fläche von 14.809,29 km² und 135.661 Einwohnern (Stand: 2024). Mit 9 Einwohnern pro Quadratkilometer hat sie nach Soria die zweitniedrigste Bevölkerungsdichte unter allen spanischen Provinzen.
Provinzhauptstadt ist die gleichnamige Stadt Teruel.

## Verwaltungsgliederung

### Comarcas

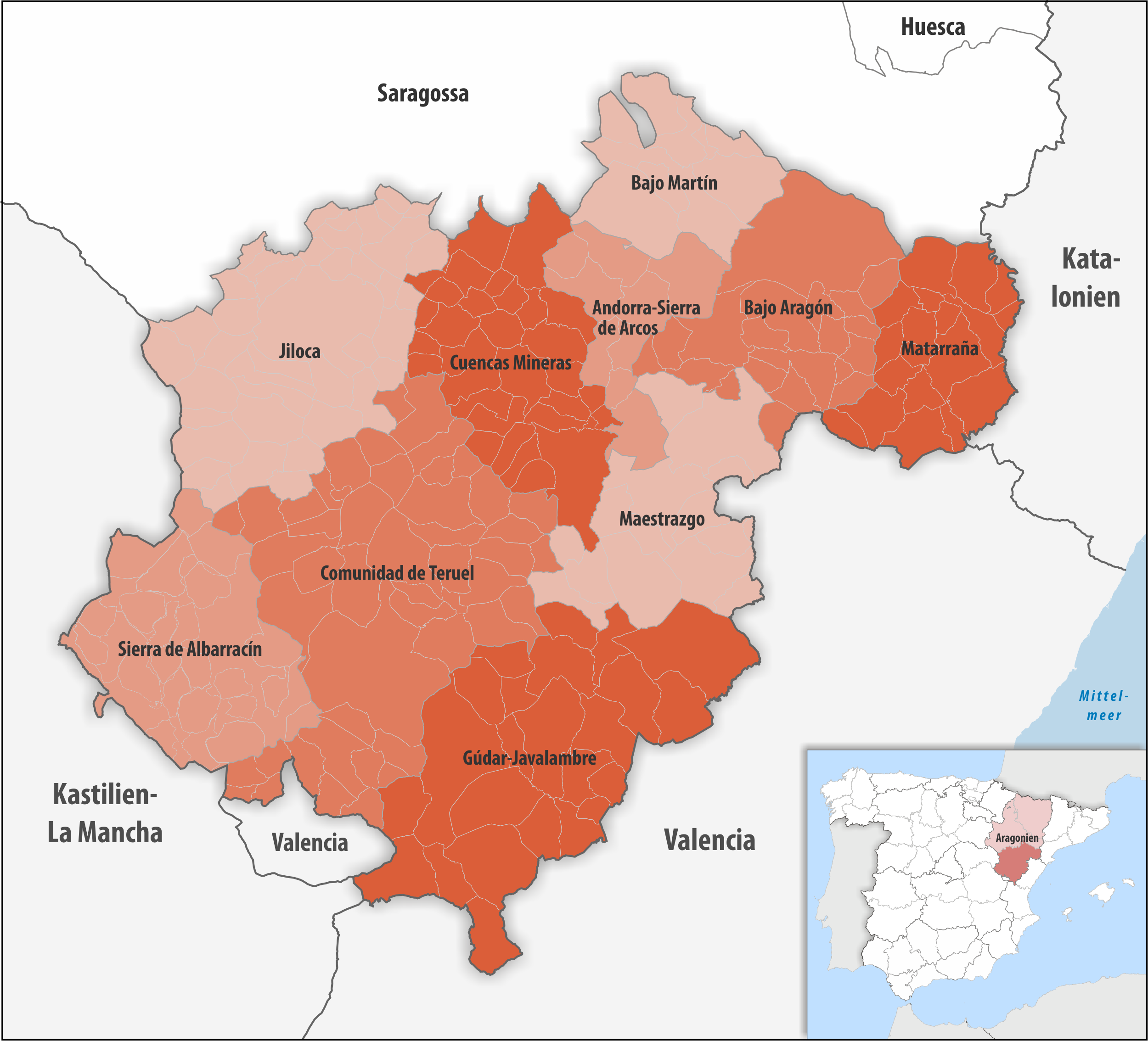
Comarcas in der Provinz Teruel

| Comarca                 | Gemeinden | Einwohner (2024) | Fläche km² | Dichte Einw./km² | Hauptort               |
| ----------------------- | --------- | ---------------- | ---------- | ---------------- | ---------------------- |
| Andorra-Sierra de Arcos | 9         | 9.566            | 675,06     | 14               | Andorra                |
| Bajo Aragón             | 20        | 28.719           | 1.304,19   | 22               | Alcañiz                |
| Bajo Martín             | 9         | 6.222            | 795,20     | 8                | Híjar                  |
| Comarca del Jiloca      | 40        | 12.550           | 1.932,50   | 6                | Calamocha              |
| Comunidad de Teruel     | 46        | 47.095           | 2.791,92   | 17               | Teruel                 |
| Cuencas Mineras         | 30        | 7.797            | 1.407,42   | 6                | Montalbán und Utrillas |
| Gúdar-Javalambre        | 24        | 7.793            | 2.351,60   | 3                | Mora de Rubielos       |
| Maestrazgo              | 15        | 3.115            | 1.204,23   | 3                | Cantavieja             |
| Matarraña               | 18        | 8.280            | 933,06     | 9                | Valderrobres           |
| Sierra de Albarracín    | 25        | 4.524            | 1.414,11   | 3                | Albarracín             |
| Provinz Teruel          | 236       | 135.661          | 14.809,29  | 9                | Teruel                 |

## Gerichtsbezirke

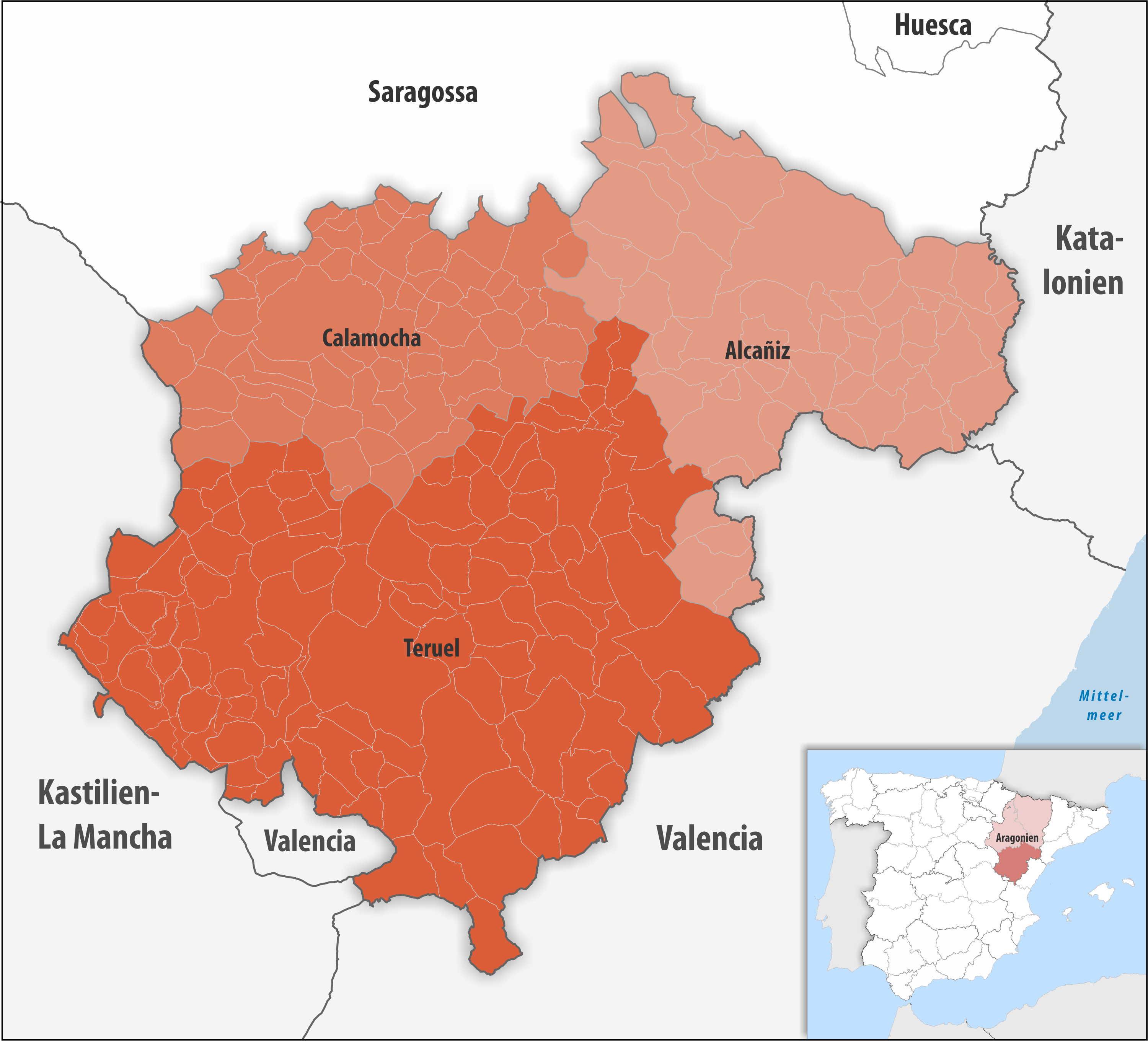
Gerichtsbezirke in der Provinz Teruel

| Gerichtsbezirk | Gemeinden | Einwohner (2024) | Fläche km² | Dichte Einw./km² | Hauptquartier |
| -------------- | --------- | ---------------- | ---------- | ---------------- | ------------- |
| Alcañiz        | 59        | 54.346           | 4.041,53   | 13               | Alcañiz       |
| Calamocha      | 62        | 18.771           | 3.049,43   | 6                | Calamocha     |
| Teruel         | 115       | 62.544           | 7.718,33   | 8                | Teruel        |
| Provinz Teruel | 236       | 135.661          | 14.809,29  | 9                | Teruel        |

## Größte Gemeinden
Von den 236 Gemeinden der Provinz haben im Jahre 2024 2 jeweils mehr als 10.000 Einwohner.
| Gemeinde | Einwohner |
| -------- | --------- |
| Teruel   | 36.713    |
| Alcañiz  | 16.247    |

Kleinste Gemeinde ist Almohaja mit 12 Einwohnern.